# شكوى (عمل)
شكوى العمل: هي الشكوى التي يرفعها الموظف والتي يمكن حلها عن طريق الإجراءات المنصوص عليها في الاتفاق الجماعي، عقد عمل، أو غيرها من الآليات المنشأة من قبل صاحب العمل. وقد تنشأ مثل هذه الشكوى من انتهاك لاتفاق المفاوضة المشتركة، وشروط العقد، ومعاملة الآخرين في مكان العمل، أو مخالفة للقانون، مثل أنظمة السلامة في مكان العمل. وفقاً لقانون العمل في المملكة المتحدة جميع الموظفين لديهم الحق القانوني لرفع شكوى، وهناك قانون ACAS القانوني الممارس لمعالجة الشكاوى.